# Альбанезе, Диего
Диего Луис Альбанезе (исп. Diego Luis Albanese, род. 17 сентября 1973 года в Мар-дель-Плата) — аргентинский регбист, выступавший на позиции винга; известен по играм за клубы «Сан-Исидро», «Гренобль», «Глостер» и «Лидс Карнеги». Игрок сборных Аргентины по классическому регби и регби-7.

## Биография

### Клубная карьера
Игровую карьеру Альбанезе начинал на родине в клубе «Сан-Исидро», выиграв в 1993 и 1994 годах турниры Насьональ де Клубес и Торнео де ла УРБА. В сезоне 2000/2001 он стал игроком французского клуба «Гренобль», в котором играл с соотечественниками Себастьяном Рондинелли, Эсекьелем Хурадо, Федерико Вернером и Федерико Тодескини.
В сезоне 2001/2002 Альбанезе стал игроком клуба «Глостер», которым руководил Филипп Сен-Андре: туда же пришли такие игроки, как Кристиан Стойка, Федерико Пуччарьелло, Людовик Мерсье, Патрис Коллацо и Дмитрий Иашвили. Альбанезе сыграл 17 матчей и набрал 15 очков при трёх попытках (в том числе 14 матчей в чемпионате Англии и 10 очков при двух попытках).
В 2002 году Альбанезе стал игроком клуба «Лидс Тайкс», заключив двухлетнее соглашение, и дебютировал в августе 2002 года против клуба «Лестер Тайгерс» (победа 26:13). В сезоне 2002/2003 он 18 раз выходил в стартовом составе, занеся попытку в игре против «Харлекуинс». В сезоне 2003/2004 после возвращения с Кубка мира сыграл ещё восемь матчей в стартовом составе в чемпионате Англии, занеся одну попытку, а также отметился попыткой в игре против «Тулузы» в Кубке Хейнекен 2003/2004.
В сезоне 2004/2005 Альбанезе стал победителем Кубка Powergen, выйдя на замену вместо Иэна Болшоу. После окончания сезона он вернулся в Аргентину, где отыграл ещё сезон за «Сан-Исидро».

### Карьера в сборной
За сборную Аргентины Альбанезе сыграл 55 матчей, набрав 50 очков. Первую игру он провёл 4 марта 1995 года в Буэнос-Айресе против Уругвая. В составе аргентинской сборной выиграл два чемпионата Южной Америки в 1995 и 1997 годах. Выступал со сборной на чемпионатах мира 1995, 1999 и 2003 годов, сыграв там всего 9 матчей и занеся две попытки (10 очков). 20 октября 1999 года в матче дополнительного раунда за выход в четвертьфинал против Ирландии на 72-й минуте Альбанезе занёс попытку в зачётную зону ирландцев и помог аргентинцам победить Ирландию со счётом 28:24 и впервые в истории выйти в плей-офф турнира. Последнюю игру сыграл 26 октября 2003 года в Аделаиде против Австралии на чемпионате мира 2003 года
В 2001 году он выступал со сборной на домашнем чемпионате мира по регби-7 в Мар-дель-Плата, дойдя до полуфинала турнира.

## После карьеры
После карьеры игрока он сотрудничал с испаноязычной редакцией телеканала ESPN в 2007 году, а в 2008—2010 годах был тренером молодёжной (до 20 лет) сборной Аргентины.

## Достижения

### Клубные
- Победитель Насьональ де Клубес: 1993, 1994, 2006
- Победитель Торнео де ла УРБА: 1993, 1994, 1997
- Чемпион Англии: 2001/2002[англ.]
- Обладатель кубка Powergen: 2004/2005[фр.]

### В сборных
- Чемпион Южной Америки[англ.]: 1995[англ.], 1997[англ.]
- Бронзовый призёр чемпионата мира по регби-7: 2001